# Pavel Rychagov
Pavel Vasilievich Rychagov (em russo:  Павел Васильевич Рычагов, transl. Pavel Vasil'yevich Rychagov, 2 de janeiro de 1911 - 28 de outubro de 1941) foi um militar e aviador soviético, e Herói da União Soviética. Ele foi o comandante da Força Aérea Soviética (VVS) por um breve período de 28 de agosto de 1940 a 14 de abril de 1941.
Durante a Guerra Civil Espanhola sagrou-se como um ás da aviação, tendo abatido 15 aeronaves inimigas. Pavel foi retirado do comando da VVS dois dias depois do início da Operação Barbarossa, a invasão da União Soviética pela Alemanha Nazista. Meses mais tarde foi executado com a sua esposa, a Major Maria Nesterenko, num expurgo do chefe da NKVD, Lavrentiy Beria, na força aérea. Algumas fontes em inglês afirmam que Rychagov teve problemas por se referir a aeronaves soviéticas como "caixões voadores", embora não haja menção a isso em fontes russas. Pavel e sua esposa, além das outras vítimas, foram reabilitados postumamente após a morte de Stálin.

## Vida pregressa
Pavel Rychagov nasceu em 2 de janeiro de 1911 (15 de janeiro no Estilo Novo) na vila de Nizhnie Likhobory, que faz parte da atual Moscou. Em 1928, ingressou no Exército Vermelho, treinado no Colégio Militar de Leningrado das Forças Aéreas, onde se formou em 1930. Em 1931, matriculou-se para treinamento complementar no 2º Colégio Militar de Pilotos.

## Carreira militar

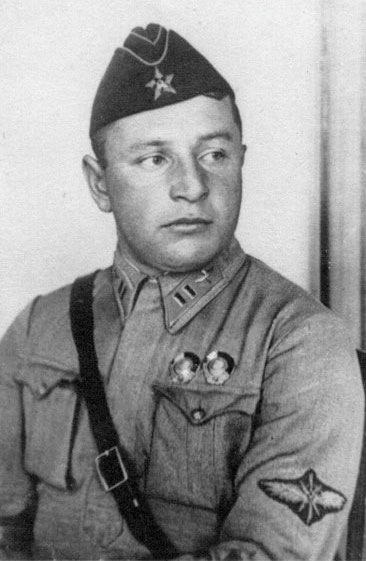
Retrato de Pavel Ryachagov publicado na revista Krasnoarmeyets Krasnoflotets nº 3 de 1938, e no jornal Sotsialisticheskaya Yakuti nº 32 (4389) de 9 de fevereiro de 1938.

### Piloto de caça
Por cinco anos, Rychagov foi um piloto de caça comum, desenvolvendo habilidades antes de se tornar comandante de um esquadrão de aviação no Distrito Militar de Kiev. Em 1936, ele foi condecorado com a Ordem de Lênin por serviços exemplares; ele também estava entre os primeiros voluntários soviéticos a lutar na Guerra Civil Espanhola.
A parte mais intensa da carreira de Rychagov como piloto de caça ocorreu nos céus da Espanha. Em 28 de outubro de 1936, Rychagov, liderando um grupo de 15 pilotos soviéticos pilotando 25 aeronaves Polikarpov I-15, pousou em Cartagena, na Espanha. Alguns dias depois, outro grupo de 10 pilotos e 15 aeronaves chegou a Bilbao. O grupo de caças de Rychagov entrou em ação pela primeira vez em 4 de novembro. Naquele dia, eles derrubaram dois Junkers Ju 52 e dois Fiat CR.32 sobre Madri, enquanto nenhuma perda foi relatada entre os pilotos soviéticos. Nos dois dias seguintes, os pilotos de Rychagov conquistaram mais 12 vitórias, ao custo de duas aeronaves perdidas.
No entanto, em 16 de novembro, Rychagov foi abatido sobre Madri por caças italianos Fiat CR.32 e, quatro dias depois, o número de aeronaves soviéticas prontas para o combate na área caiu para 15. Sete foram perdidos em combate, dois foram forçados a pousar e um estava em reparo. Rychagov, no entanto, continuou lutando na primavera de 1937. Em dezembro de 1936 e janeiro de 1937, mais dois carregamentos de 30 Polikarpovs I-15 chegaram à Espanha, permitindo a formação de uma unidade de combate completa de quatro esquadrões I-15. No final da guerra, o grupo de caça de Rychagov conquistou 40 vitórias no total.
Pavel teve o seu retrato fotografado pela propaganda soviética ostentando duas Ordens de Lênin, as insígnias de colarinho de major aviador e o brevê de piloto na manga da gandola. Esta foto foi publicada a revista Krasnoarmeyets Krasnoflotets ("Exército Vermelho Marinha Vermelha") nº 3 de 1938 e no jornal Sotsialisticheskaya Yakuti ("Socialistas Yakutis") nº 32 (4389) de 9 de fevereiro de 1938.
Em 31 de dezembro de 1936, Rychagov (e 16 outros militares) recebeu o título de Herói da União Soviética com a seguinte redação:

"Pelo desempenho exemplar das tarefas especiais e mais difíceis do governo para fortalecer o poder de defesa da União Soviética e o heroísmo mostrado nesta questão ..."
Ele retornou à União Soviética em 1937 por um curto período, e aos 26 anos, foi promovido a general-de-brigada (Kombrig). Em 1938, liderou outro grupo de cerca de 450 pilotos voluntários na China, onde participou de várias escaramuças com os japoneses. Na China, Pavel foi fotografado com os aviadores Aleksey Sergeyevich Blagoveshchensky, A.G. Rytov e Fyodor Petrovich Polynin; com a foto sendo publicada na revista Krasnoarmeyets ("Exército Vermelho"), edição nº 14 de dezembro de 1938.

## Comandante
Em dezembro de 1939, Pavel foi promovido ao posto de major-general e nomeado Comandante do 9º Exército da Aeronáutica. À frente dessa unidade, ele dirigiu operações na Guerra de Inverno contra a Finlândia. Em maio de 1940, uma terceira Ordem da Bandeira Vermelha foi apresentada a Rychagov. Ele foi promovido a tenente-general da aeronáutica (General-Leytenant Aviatsii) vários meses depois.
Em 1940, Rychagov era membro da alta administração da Força Aérea. Ele foi nomeado Chefe da Administração da Força Aérea do Exército Vermelho e tornou-se membro do Conselho Militar Chefe do Exército Vermelho, um predecessor do Stavka. Eventualmente, ele foi nomeado Comandante da Força Aérea em 28 de agosto de 1940, sucedendo Yakov Smushkevich.

## Execução

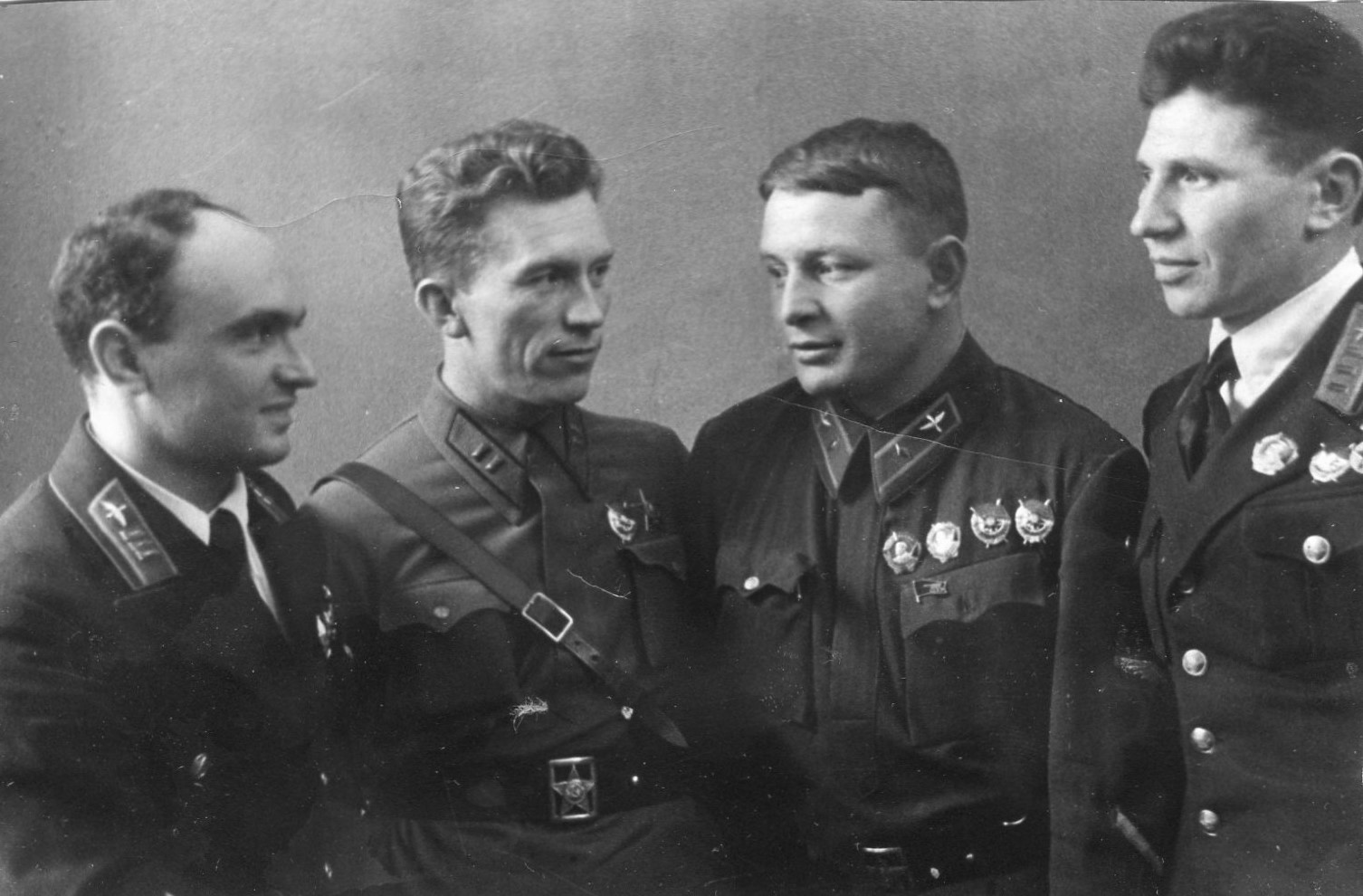
Aviadores voluntários na China Aleksey Blagoveshchensky, A.G. Rytov, Pavel Rychagov e Fyodor Polynin, 1938. Pavel Rychagov tem o posto de Kombrig, duas Ordens de Lênin e duas Ordens do Estandarte Vermelho.

Pouco antes da Operação Barbarossa, Rychagov foi removido do cargo de Comandante da Força Aérea como parte do expurgo do Exército Vermelho em 1941, para ser substituído por Pavel Zhigarev. Este foi o resultado de uma investigação do Politburo sobre o alto índice de acidentes na Força Aérea. Além disso, em maio de 1941, um Junkers Ju 52 alemão pousou em Moscou, sem ser detectado pelas forças de defesa aérea de antemão, levando a prisões em massa entre a liderança da Força Aérea. No caso específico de Rychagov, fontes em inglês afirmam que ele foi punido por se referir aos aviões soviéticos como "caixões voadores".
Em 24 de junho, dois dias após o início da invasão alemã, Rychagov foi preso. Algumas outras prisões de alto nível feitas pelo NKVD em 1941 incluíram:
- 30 de maio: Comissário do Povo para Munições, Ivan Sergeyev, e Major-General Ernst Schacht
- 31 de maio: Tenente-General Pyotr Pumpur
- 7 de junho: Comissário do Povo de Armamentos Boris Vannikov e Coronel-General Grigory Shtern
- 8 de junho: Tenente-General Yakov Smushkevich
- 18 de junho: Tenente-General Pavel Alekseyev
- 19 de junho: Coronel-General Alexander Loktionov
- 24 de junho: General Kirill Meretskov
- 27 de junho: Tenente-General Ivan Proskurov

Rychagov foi torturado e executado em 28 de outubro de 1941 junto com sua esposa, a major da Força Aérea Mariya Nesterenko. Outros executados naquele dia incluíram 20 outros oficiais soviéticos, dentre eles os predecessores de Rychagov na Força Aérea, Yakov Smushkevich e Aleksandr Loktionov. A execução ocorreu na vila de Barbysh, que atualmente não existe, sendo agora o Parque Yuri Gagarin na cidade de Samara.
Pavel Rychagov foi reabilitado postumamente em 1954. Em 1975, uma rua foi batizada em sua homenagem no norte de Moscou, na área de Nizhniye Likhobor, como Rua General Rychagov.

## Postos militares
- Starshiy leytenant (tenente veterano), 24/12/1935;
- Kapitan (capitão), 1936;
- Mayor (major), 1937;
- Kombrig, (general-de-brigada) 14/04/1938 (ultrapassando a patente de coronel);
- Komdiv, (general-de-divisão) 09/02/1939;
- Komkor, (general-de-corpo) 11/04/1940;
- General-Leytenant Aviatsii (tenente-general da aeronáutica), 04/06/1940.